# SV Sinsheim
Der SV Sinsheim ist ein Sportverein aus Baden-Württemberg. Bekannt ist der Verein durch seine Volleyball-Frauen, die in der 1. Bundesliga spielten. 2011/12 traten die Volleyballerinnen unter dem Namen Envacom Volleys Sinsheim an und mussten nach dem Abstieg in die 2. Bundesliga die Insolvenz anmelden. Die Fußballer des SV Sinsheims spielen in der Kreisklasse B1 in Sinsheim. Seit 2011 gibt es auch eine American-Football-Mannschaft.

## Volleyball (Frauen)
Nach 16 Jahren in der zweiten Bundesliga gelang dem Verein 2009 der Aufstieg in die erste Bundesliga. Zur Abwicklung des Spielbetriebs in der ersten Liga wurde die SV Sinsheim Volleyball Spielbetriebs GmbH gegründet. In der Saison 2009/10 und 2010/11 konnte man jeweils mit einem elften Platz den Klassenerhalt sichern. In der Saison 2011/12 reichte es nur noch für den zwölften Platz und dem Abstieg aus der ersten Liga. Damit war auch die Insolvenz der
Betriebsgesellschaft verbunden und der SV Sinsheim musste sich aus dem Spielbetrieb der DVL zurückziehen. 2013 konnte sich der SV Sinsheim für die Dritte Liga Süd qualifizieren.